# Рудник Аполло (Чартербокс)
Рудник Аполло (Чаттербокс) – гірничодобувний майданчик на заході Австралії, одна з копалень на рудному полі Лавертон.
На відміну від інших золотих родовищ рудного поля Лавертон, що перебували в розробці наприкінці XIX – на початку XX століть, Чаттербокс (Chatterbox) виявили лише у 1997 році. В 2011 – 2012 роках кампанію з розробки провела компанія Crescent Gold Limited, яка вилучила 1,2 млн тонн руди, що дало змогу отримати 2,3 тонни золота. Більшість з них – 1,1 млн тонн руди та 2 тонни золота – надійшли з рудного тіла Аполло (також відоме як Віспер), тоді як решта припала на рудне тіло Екліпс (Гарден-Велл).
Роботи велись відкритим способом, оскільки глибина залягання покладів Аполло не перевищувала 75 метрів. Руду відправляли на фабрику з вилучення золота копальні Гранні-Сміт.